# 0 A.D.
0 A.D. es un videojuego de estrategia en tiempo real, libre y de código abierto desarrollado por Wildfire Games. Es un juego sobre guerras históricas y economía antigua, la primera parte del juego "Empires Ascendant" abarca el periodo comprendido entre el año 500 a. C. y el año 1 d. C. y la segunda parte "Empires Besieged" se basará del 1 d. C. al 500 d. C.. El juego es multiplataforma, está disponible para Windows, MacOS, GNU/Linux y OpenBSD. Se compone completamente de software libre y contenido libre, utilizando la licencia GNU GPL v2 para el código fuente del motor de juego y la licencia CC BY-SA 3.0 para el arte y música del juego.

## Historia
En un principio iba a ser un “mod” para Age of Empires II: The Age of Kings,  pero el equipo de desarrollo consideró que hacer un mod era demasiado limitante para su libertad creativa, y decidieron trasladar su arte e ideas a un motor interno, creando un juego completamente independiente. El juego ha estado en desarrollo desde el año 2000, y el trabajo actual comenzó en 2003.
En noviembre de 2008, los desarrolladores confirmaron que pronto lanzarían el proyecto como código abierto. El 10 de julio de 2009, Wildfire Games publicó el código fuente para 0 AD bajo GNU GPL v2, y puso a disposición el contenido artístico bajo CC BY-SA 3.0.
El 5 de septiembre de 2013, se inició una campaña de financiación colectiva de Indiegogo con un objetivo de 160.000 dólares. Recaudaron un total de 33.251 dólares para contratar a un programador. La mayoría de las finanzas son gestionadas por la organización Software en el interés público.
No se ha fijado una fecha oficial de lanzamiento para la versión final. Con el paso del tiempo el plan inicial de lanzamientos "Alpha-Beta-Release" tradicional se ha convertido en algo irrelevante. Se va ha seguir la corriente moderna de lanzamiento de acceso anticipado (Early Access) en el que se iria puliendo y completando funciones planificadas faltantes. Esperan ser vistos, con el sello "Early Access", en las principales plataformas de juegos en los próximos lanzamientos.

## Motor de Juego

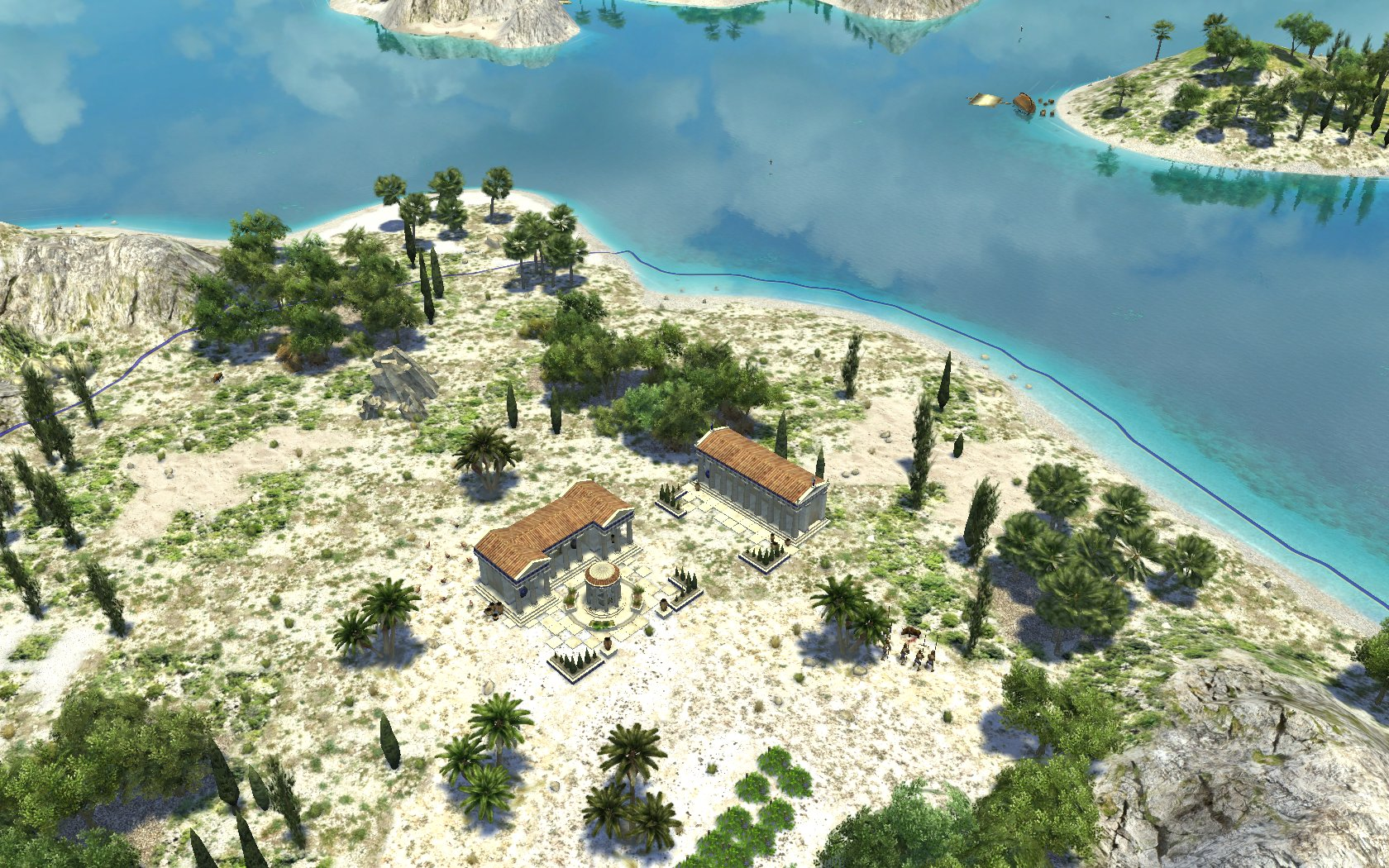
Mapa de islas del archipiélago de las Cícladas

Pyrogénesis (de las palabras griegas pyr "fuego" y génesis, "origen, comienzo") es el nombre del motor de juego del 0 AD, actualmente en desarrollo. Originalmente fue llamado Prometeo, por el personaje mitológico griego que robó el fuego de los dioses, para el uso de la humanidad. Este nombre fue cambiado en 2004, después de que otro equipo de desarrollo anunciara el uso del nombre "Prometheus" para su propio juego.
Pyrogenesis está escrito mayormente en C++ y usa el motor JavaScript de Mozilla SpiderMonkey para los scripts. También utiliza librerías de código abierto como OpenGL, OpenAL, Boost, SDL, Vorbis y WxWidgets. Soporta formatos de datos abiertos como COLLADA, XML y JSON. Es multiplataforma, soportando Windows, MacOS, GNU/Linux y varios sistemas operativos tipo Unix.

## Contenido del juego
En 0 AD el jugador toma el control de una sociedad que debe construir una base, explotar recursos, entrenar un ejército, descubrir tecnologías y combatir; dando gran importancia al desarrollo económico y militar, reviviendo batallas épicas entre civilizaciones que marcaron un antes y un después en la historia de la humanidad.
Desde un inicio se tuvo presente un fuerte sentido histórico, sin dañar la jugabilidad. Cada civilización cuenta con unidades y estructuras especiales que la caracterizaron.

### Modos de juego
- Un jugador: Es posible que un solo jugador luche contra el computador, ya sea en una partida o en una campaña.
- Multijugador: La funcionalidad multijugador ha sido implementado a través de Peer-to-peer y se ha confirmado que no habrá servidor central.

### Música
0 AD cuenta con un gran número de pistas de música originales de Omri Lahav y otros colaboradores. La banda sonora está disponible bajo la licencia Creative Commons (licencia 3.0) y se puede descargar toda la banda sonora de forma gratuita en formato MP3 en la web oficial.

## Civilizaciones
0 AD nos permite controlar varias de las civilizaciones de la antigüedad.
- Los Cartagineses: Poseen una poderosa flota en el juego. Son maestros del comercio marítimo, extendiendo sus rutas por las Columnas de Hércules y África. Adiestran enormes elefantes de guerra para infundir miedo a sus adversarios. Poseen la legión sagrada que es el cuerpo de élite de los cartagineses.
- Los Celtas: Consideran las armas a distancia como arcos solo para cobardes, excelentes en el combate a cuerpo. No son conocidos por sus máquinas de guerra, tampoco sobresalieron la construcción de navíos, ni en el asedio. Construyen usando usualmente madera que son rápidas y baratas pero menos fuertes que sus sólidas construcciones de piedra.
  - Los Britanos usan perros de guerra y carros en la batalla y construir crannogs. También tienen los hombres con espada larga y poderosos soldados cuerpo a cuerpo.
  - Los Galos poseen el primer molino de grano rotatorio y el campo de la infantería y la caballería pesada entre las civilizaciones celtas.
- Los Helenos: Padres de la filosofía, la democracia, la geometría. Su arte sobresalió entre muchos. Sin olvidarnos su arquitectura y sus poderosas construcciones de piedra, fuertes Trirremes, la inquebrantable formación de Falange de los Hoplitas, y su habilidad para ganar guerras muy difíciles.
  - Los Atenienses poseen cultura sólida, ejemplificado en una serie de estructuras únicas que incluyen el teatro y el gimnasio. Además, la flota ateniense es el más poderoso entre las civilizaciones helénicas.
  - Los Macedonios poseen una variada y formada formación militar con la formación única sintagma disponible en su infantería, la falange macedonia. Sus capacidades de asedio son considerables, incluyendo sus torres de asedio, inmensas construcciones de madera movibles capaces de guarnecer un gran número de arqueros.
  - Los Espartanos tienen una formación militar menos variada que el de las otras civilizaciones helenísticas, pero son capaces de utilizar su infantería cuerpo a cuerpo con un efecto mortífero en la formación de falange.
- Los Íberos: Precursores del arte de la guerrilla, capaces de lanzar ataques relámpagos y retirarse antes de que su enemigo contraataque. Sus unidades terrestres son una de las más rápidas en el juego, en particular los Honderos Baleares (Balearic Slingers, en inglés). Harritsu Leku: (con excepción a llanuras aluviales y valles fluviales, la piedra es abundante en la península ibérica y se utilizó mucho en la construcción de estructuras de todo tipo). Los íberos comienzan con un círculo prefabricado de muros de piedra.  Zaldi Saldoa: (al igual que Numidia en el norte de África, la península ibérica era conocida por ser un país de caballos, capaz de criar hasta 100.000 nuevos equinos por año). Se reduce el coste de recursos al entrenar unidades montadas a caballo (caballería) en un 5% por cada animal acorralado.  Saripeko (bonificación de equipo): (los íberos fueron muy conocidos por proporcionar mercenarios a otras naciones para servir como auxiliares en sus ejércitos en guerras en el extranjero. Cartago es el ejemplo mejor conocido y tenemos pruebas de su habilidad en Aquitania). La infantería de ciudadanos/soldados escaramuceros y los escaramuceros a caballo cuestan un -20% a los aliados.  Suzko Txabalina: (las tribus íberas eran conocidas por rodear con hierba los mangos de sus lanzas arrojadizas y mojarlas con algún tipo de líquido inflamable, para más tarde prenderlas fuego antes de lanzarlas).  Provoca que los objetivos golpeados se inflamen y pierdan puntos de vida a un ritmo constante hasta que se curen o reparen, según sea el caso.  Maisu Burdina Langileak: (los íberos fueron conocidos como los mejores productores de hierro y acero de su época. El famoso acero toledano da fe de ello, incluso en la actualidad).  El coste del metal para unidades y tecnologías se reduce un 50%.  Gur Oroigarri  (edificio especial):  'Monumento reverencial'. Los íberos eran gente religiosa que construyó monumentos a varios dioses. Estos monumentos también podían servir como tumbas familiares. Héroes íberos: Viriato. Karos. Indíbil.
- Los Indios Mauryas: Los indígenas representan el Imperio Maurya en la India. Si bien no tienen unidades de asedio, ellos tendrán acceso a tres unidades de elefantes diferentes, incluyendo los elefantes de trabajo, un movible depósito que también puede reparar los edificios.
- Los Persas: Son la civilización más cosmopolita, poseen amplia variedad de soldados de sátrapas vasallos. Su infantería es débil y mal equipada, poco más que carne de cañón, pero puede eficiente de ser congregado en gran número. Tienen la más fuerte (aunque más cara) caballería en el juego y son la única civilización que cuenta con todas las formas de caballería, entre ellos el temible arquero a caballo. Su caballería es igualmente exótica, incluyendo camello, elefantes mahout, y carros con guadañas. Son conocidos por su riqueza pródiga, gran arquitectura y el imperio del comercio fuerte a través de la Ruta de la Seda.
- Los Romanos: Los romanos son notables por su regimentadas columnas militares, sus poderosas máquinas de asedio, amplia gama de buques de guerra, la política y diplomacia fuerte y capacidad de adaptación.
- Los Diádocos (Estados Sucesores): La disolución del imperio de Alejandro vio el surgimiento de tres estados sucesores principales: Los Seléucidas en Siria y el Medio Oriente, los Ptolomeos en Egipto y Palestina, y los Macedonios en Grecia. Estos estados duraron como reinos independientes más de 200 años hasta su absorción por la creciente República Romana. En ese momento, los sucesores lucharon constantemente entre sí, compitiendo por la expansión o la gloria.
  - Los Macedonios: Los macedonios pertenecen históricamente tanto a los griegos y también a los diádocos, que le permite utilizar las ventajas de ambos. También tienen una amplia variedad de unidades y armas de asedio para combatir conjuntamente varios tipos de tropas.
  - Los Seléucidas: Los seléucidas combinan el helenismo y el orientalismo en una cultura helenística. Tienen acceso a la infantería pesada del estilo macedonio, una infantería ligera y la caballería de estilo oriental, incluyendo catafractas, elefantes de guerra indios blindados y carros con guadañas.
  - Los Ptolomeos: Esta dinastía egipcia tiene una fuerte capacidad de cultivo. Esto junto con su gran destreza en el agua les hace grandes guerreros y aliados.
- Los Khusitas: El Reino de Kush era una civilización del Valle Medio del Nilo entre 785 a. C. y 350 a. C.. La región se hizo conocida como Nubia y se encuentra en el Sudán actual. Cargados de tradiciones faraónicas, los Kushitas se consideraban a sí mismos como los verdaderos herederos del Nuevo Reino. Eran feroces en la defensa de su patria, enfrentando invasiones persas, ptolomaicas y romanas, así como constantemente probando la fortaleza de sus vecinos del norte. Los ejércitos de Kush son diversos, con contingentes reclutados de todo su vasto dominio. Con una amplia gama de unidades entrenables, pueden adaptarse a casi cualquier tipo de ejército enemigo. Impulsados tanto económica como militarmente por sus pirámides monumentales, líderes ingeniosos y tecnologías especiales, los Kushitas obtienen una variedad de beneficios
- La Dinastía Han: Fue la segunda dinastía imperial china. Duró desde el año 206 a. C. hasta el 220 d. C.. El periodo Han es considerado como una edad dorada en la historia china, y dejó un legado cultural que aún prevalece. La dinastía dio nombre al grupo étnico mayoritario de China, la etnia Han. Durante la dinastía, China se convirtió oficialmente en un Estado confuciano y prosperó en el ámbito interno: la agricultura, la artesanía y el comercio florecieron, la población superó los 50 millones, y se perfeccionó la burocracia estatal.

En futuras versiones los desarrolladores esperan ampliar el número de culturas disponibles mediante la incorporación de más civilizaciones, del 1 d. C. a 500 d. C.. La lista no se cerrará hasta que la primera edición haya salido. Actualmente es posible ampliar el número de culturas disponibles mediante Mods. Por ejemplo: Delenda Est y Terra Magna

### Imágenes de las Civilizaciones

Britanos
Galos
Iberos
Cartagineses
Macedonios
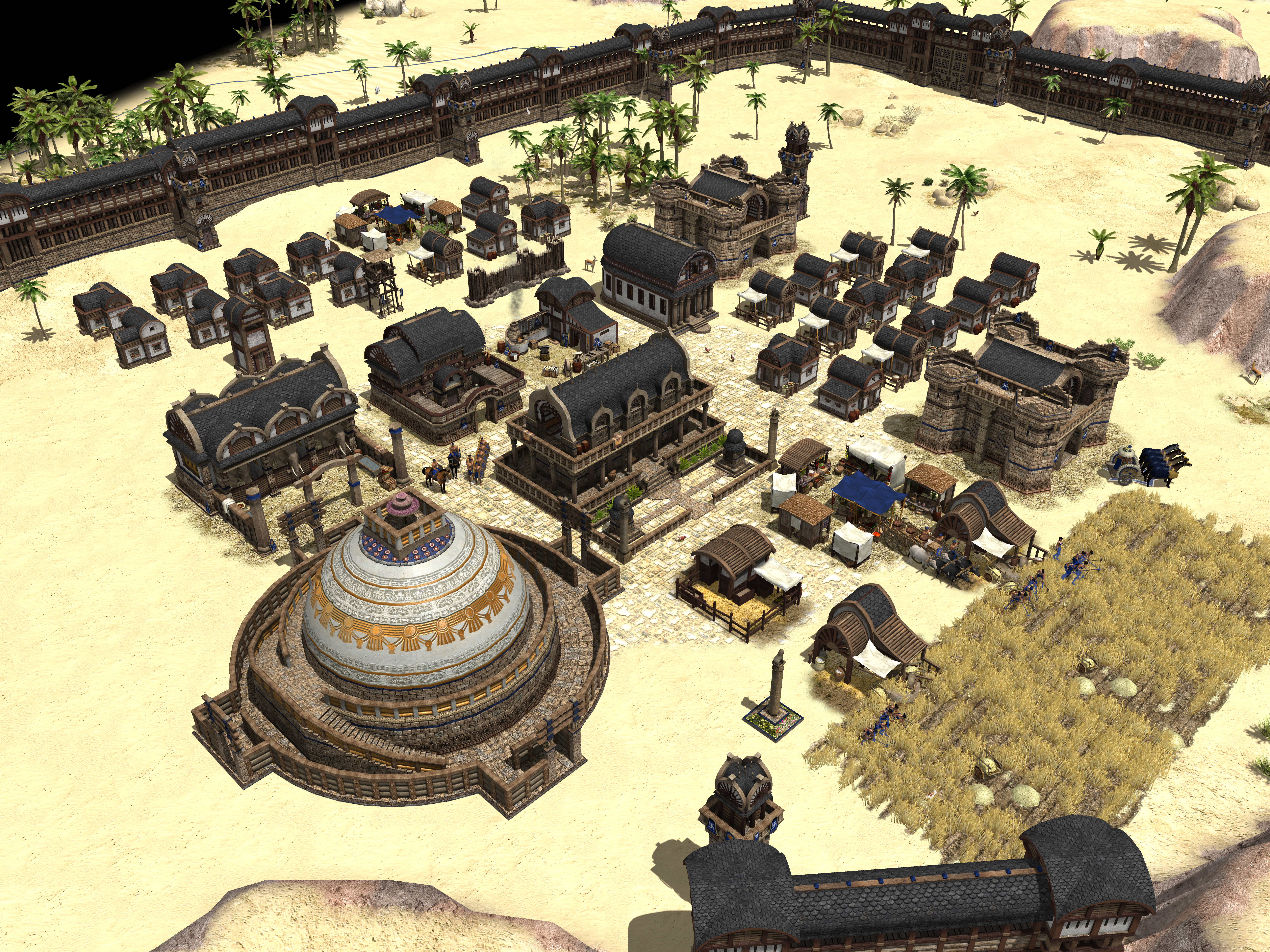
Indios Mauryas
Ptolomeos
Romanos
Espartanos
Atenienses
Persas
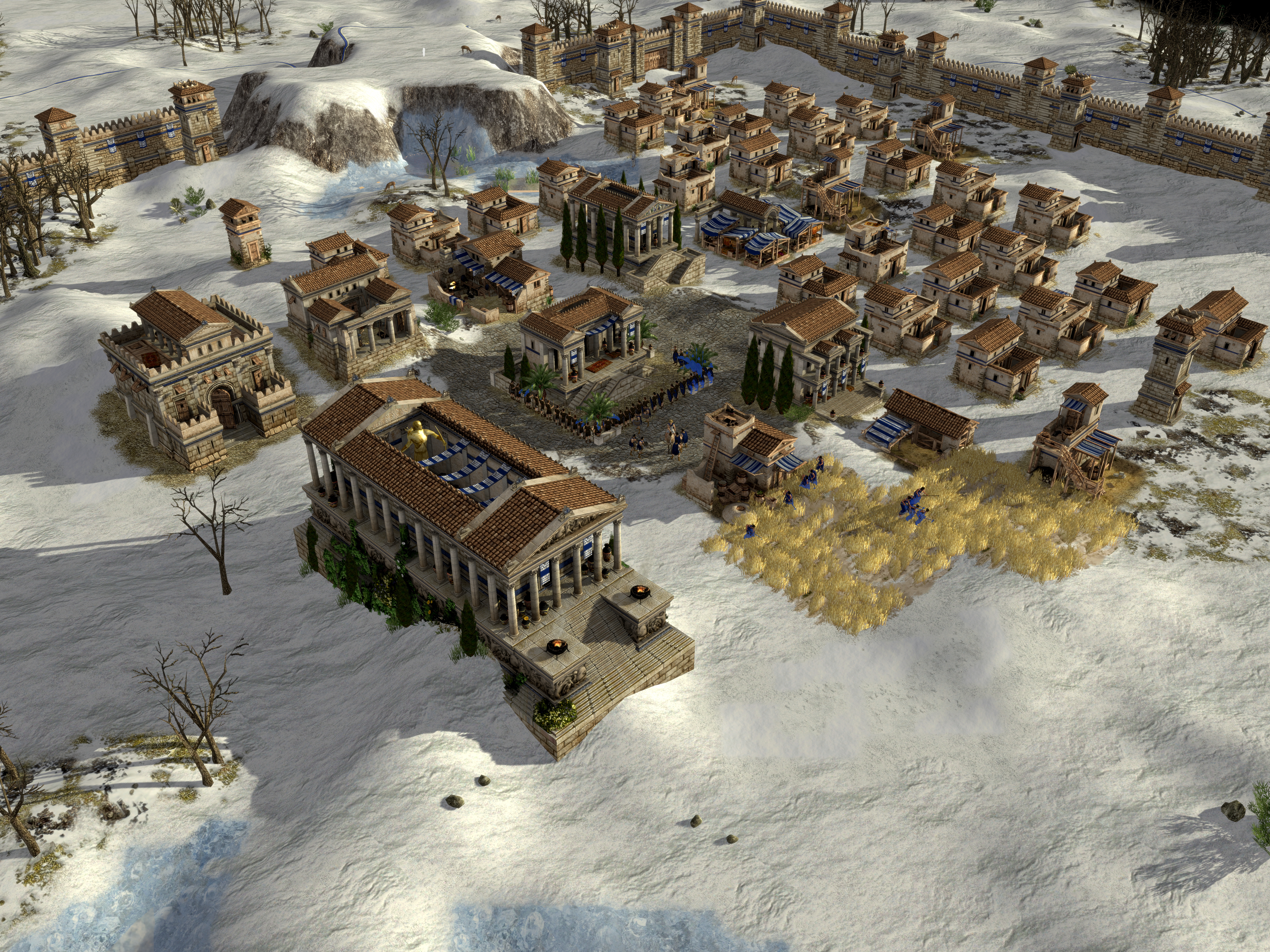
Seléucidas
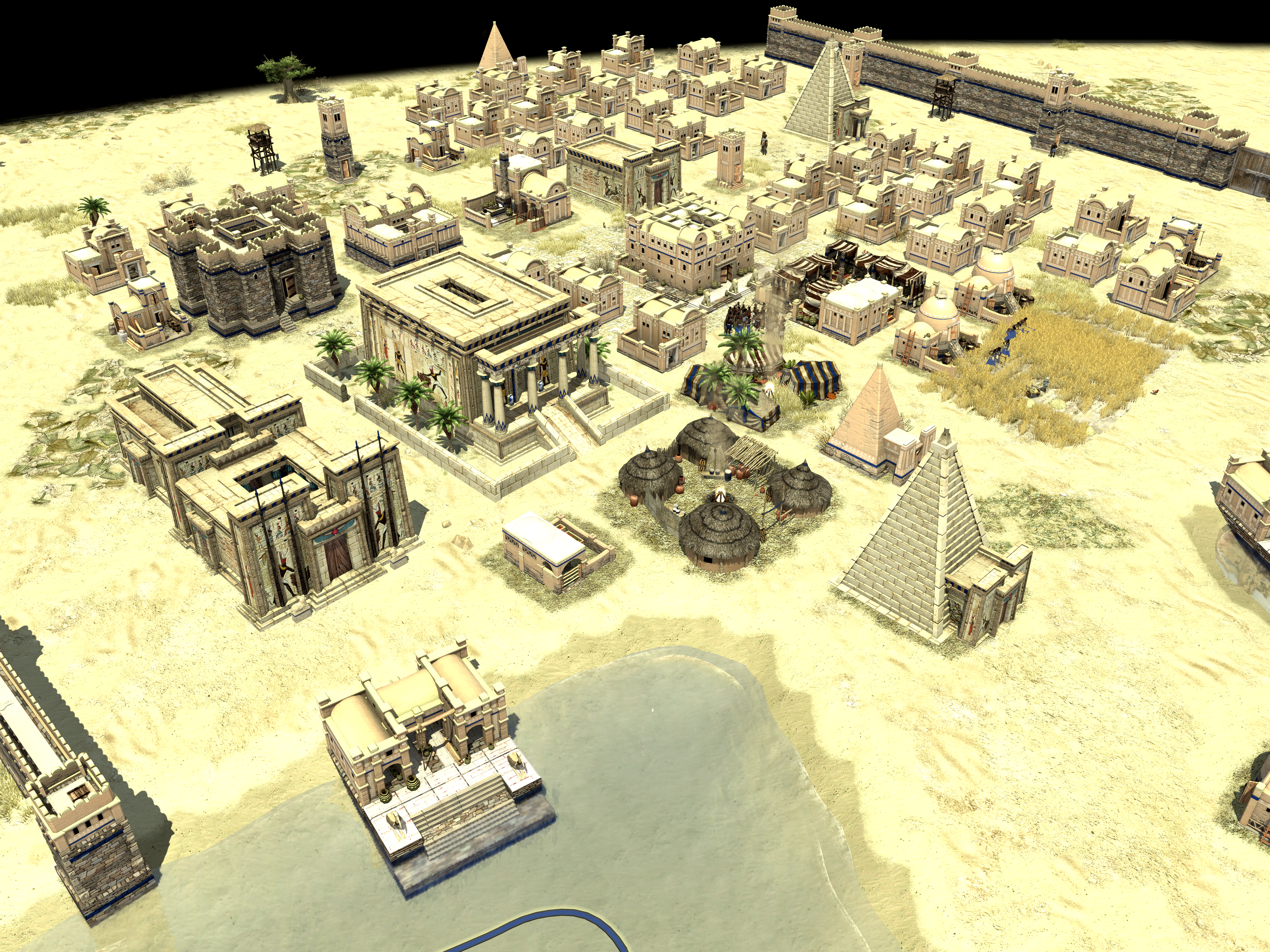
Khusitas
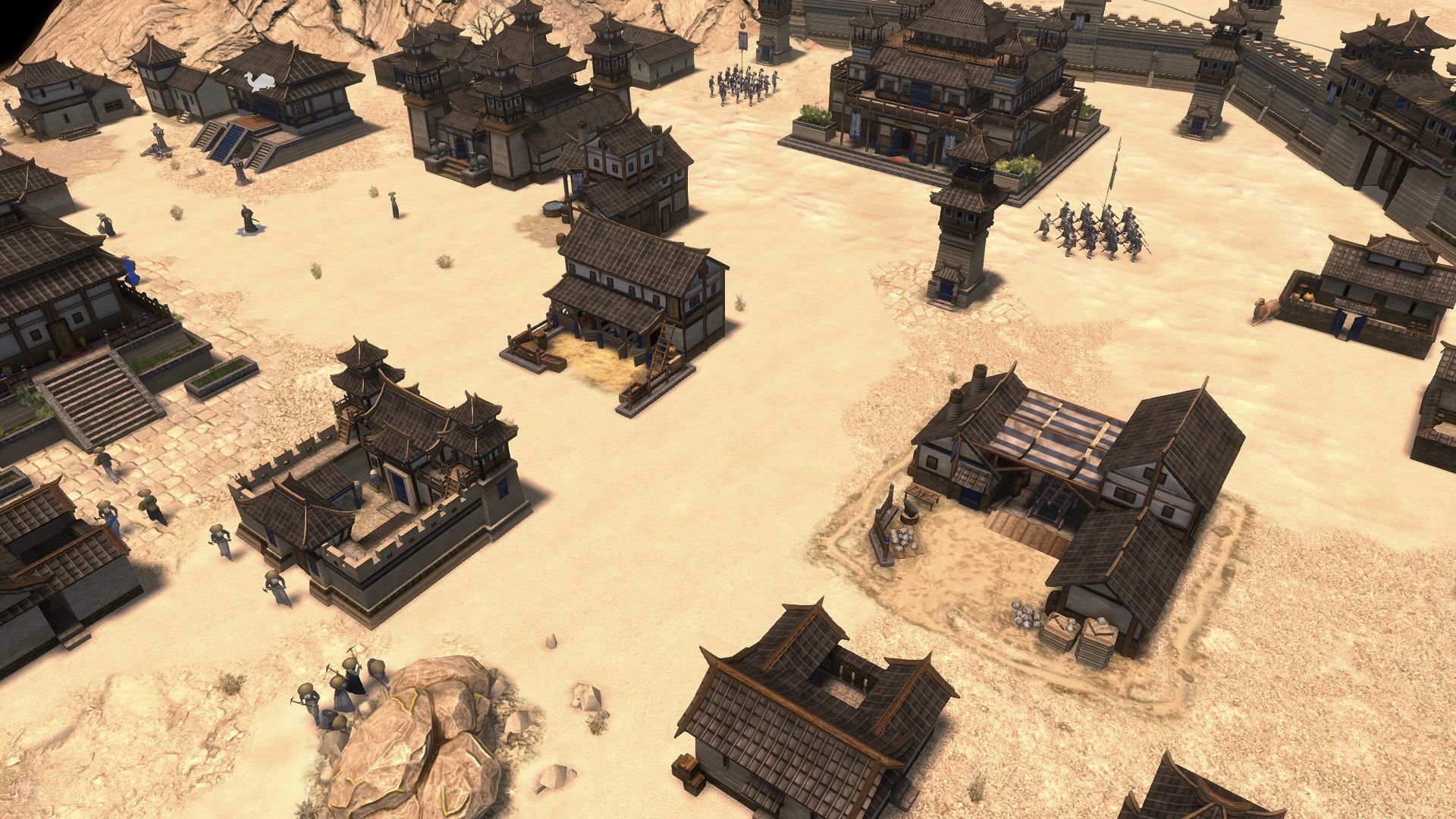
Dinastía Han

### Imágenes del Juego

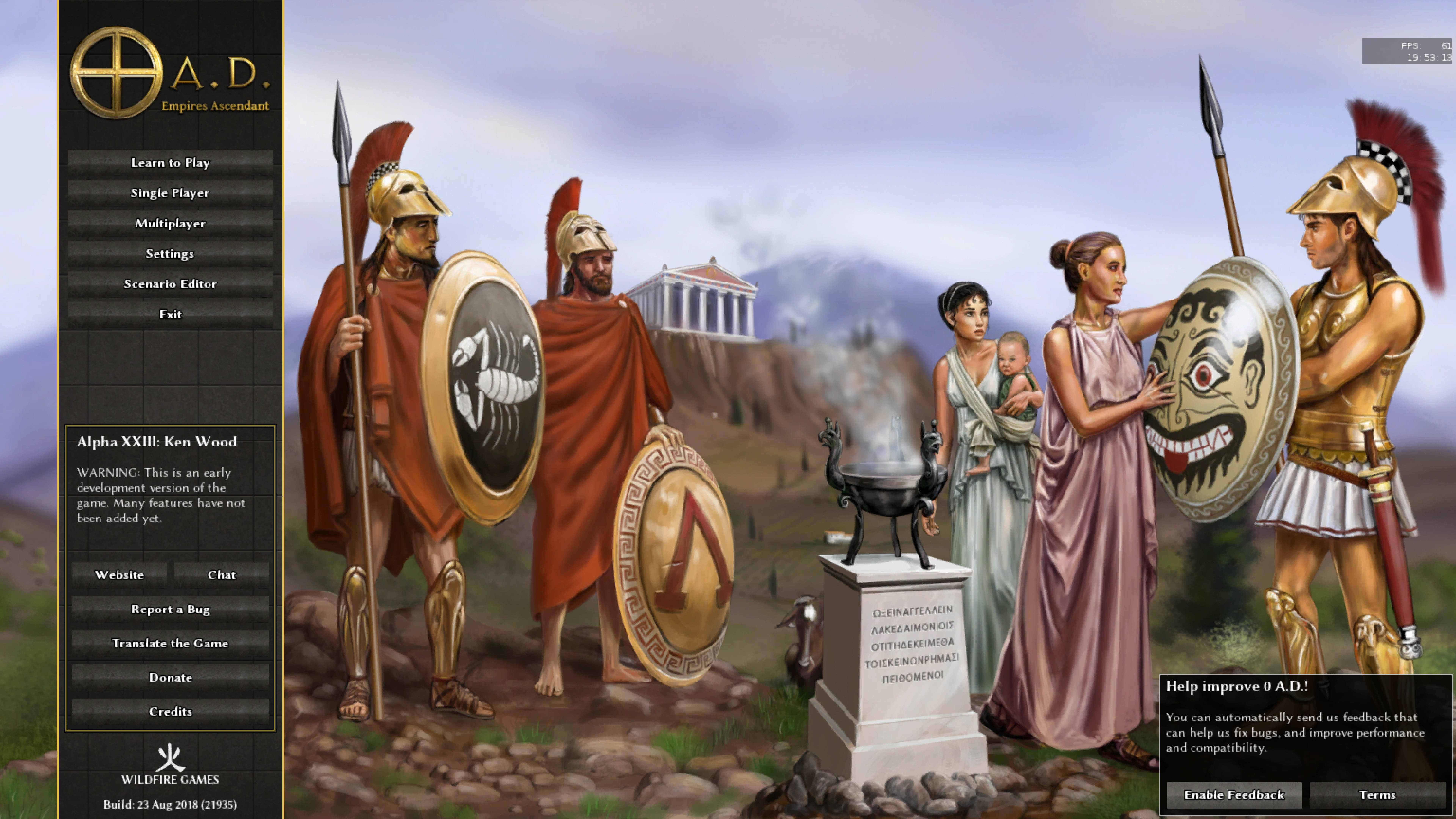
Menú principal
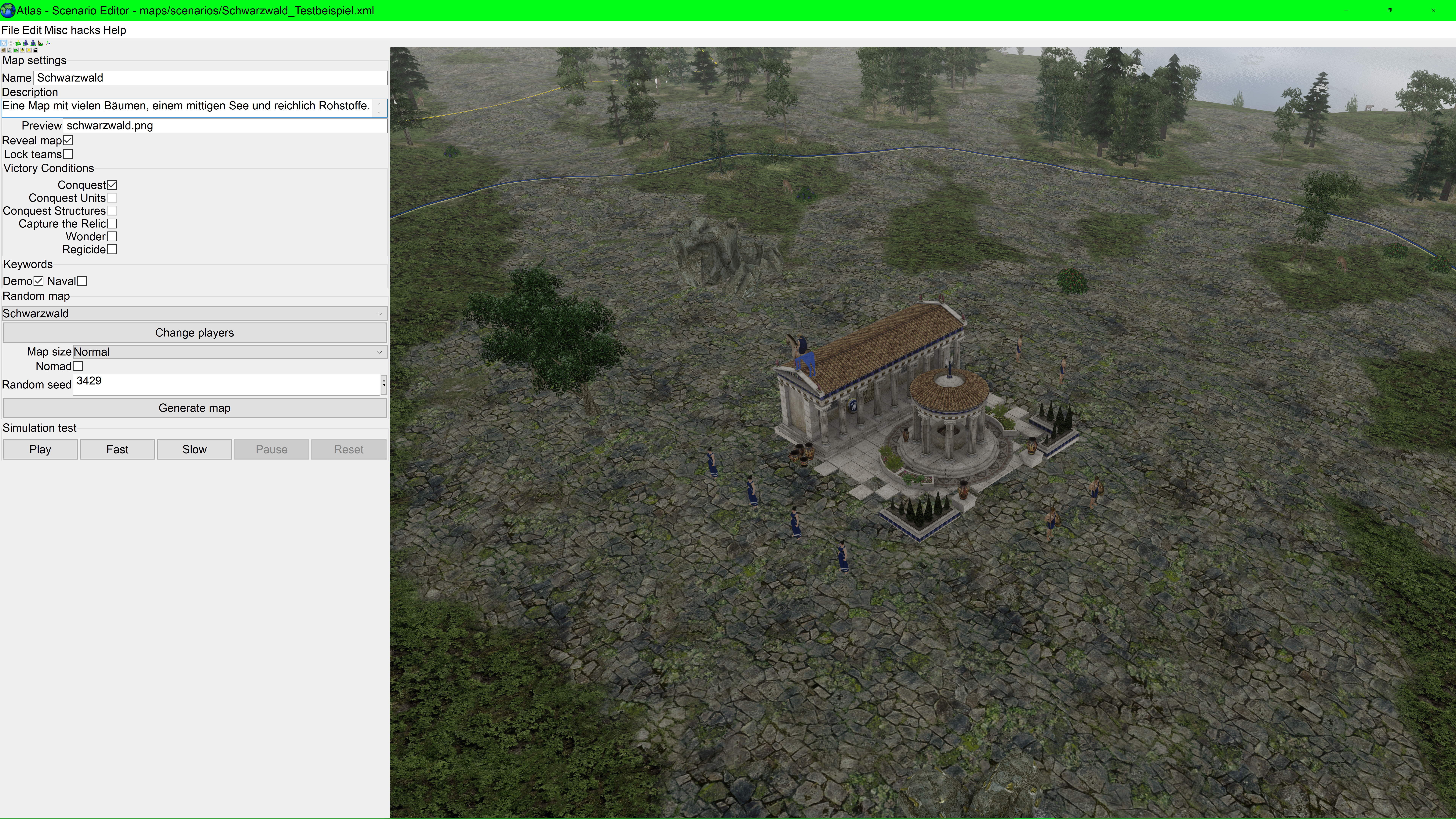
Editor de mapas Atlas
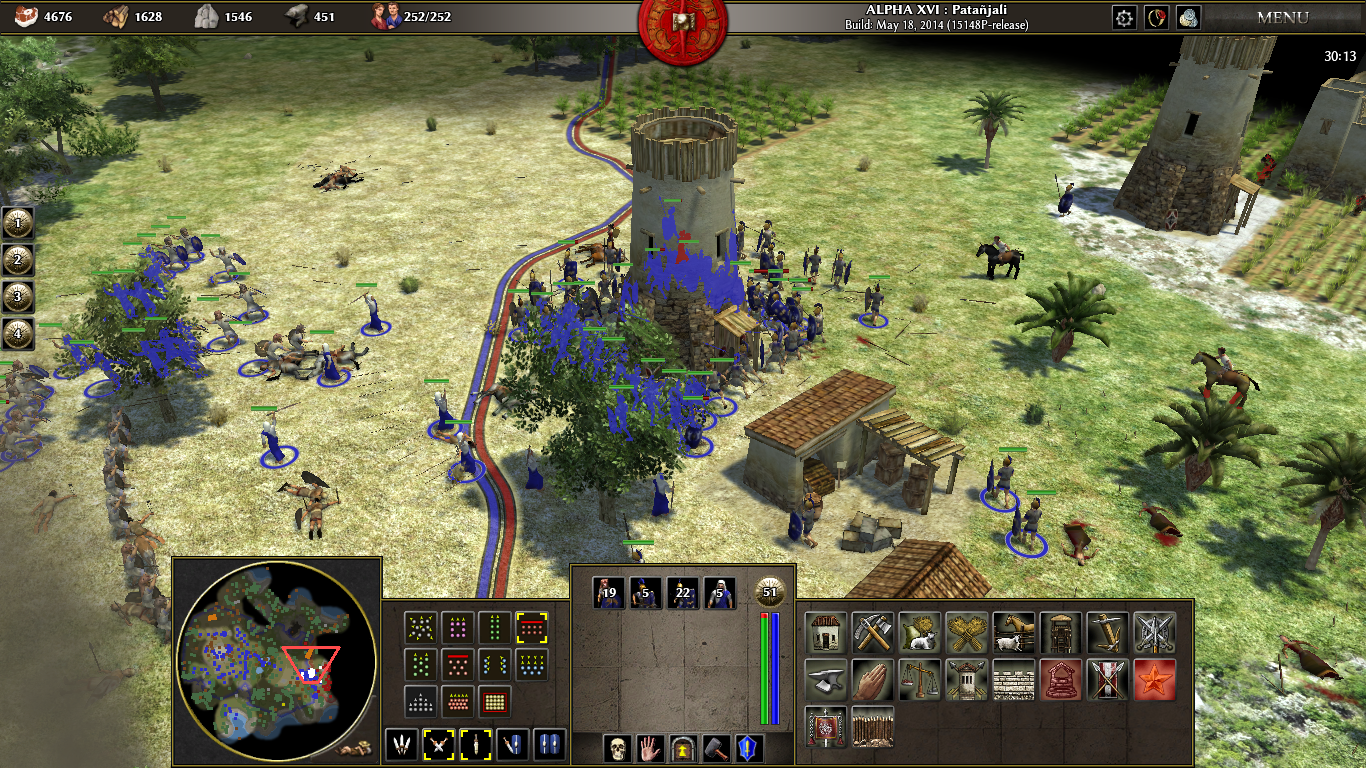
Interfaz de batalla
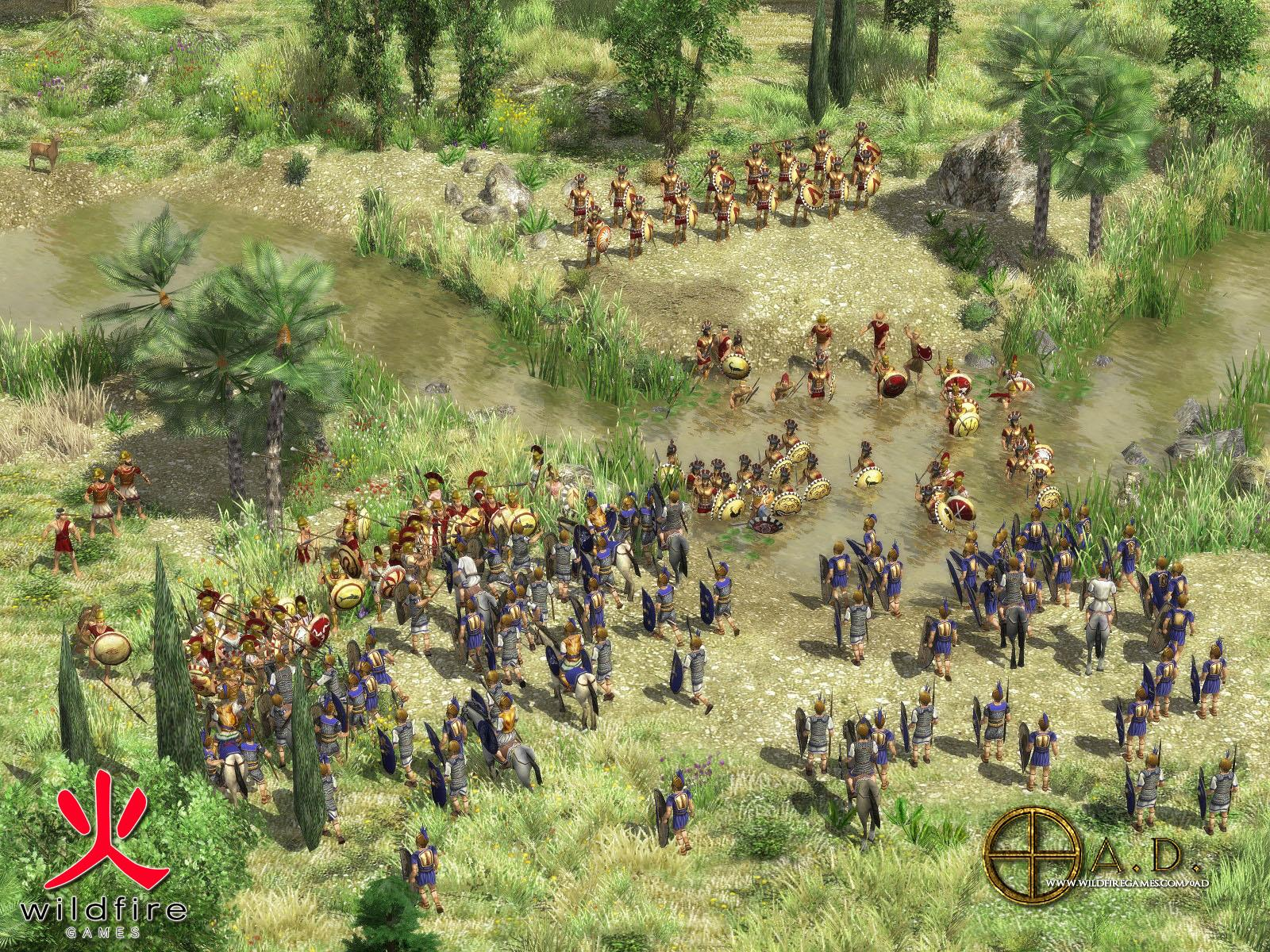
Unidades terrestres en batalla
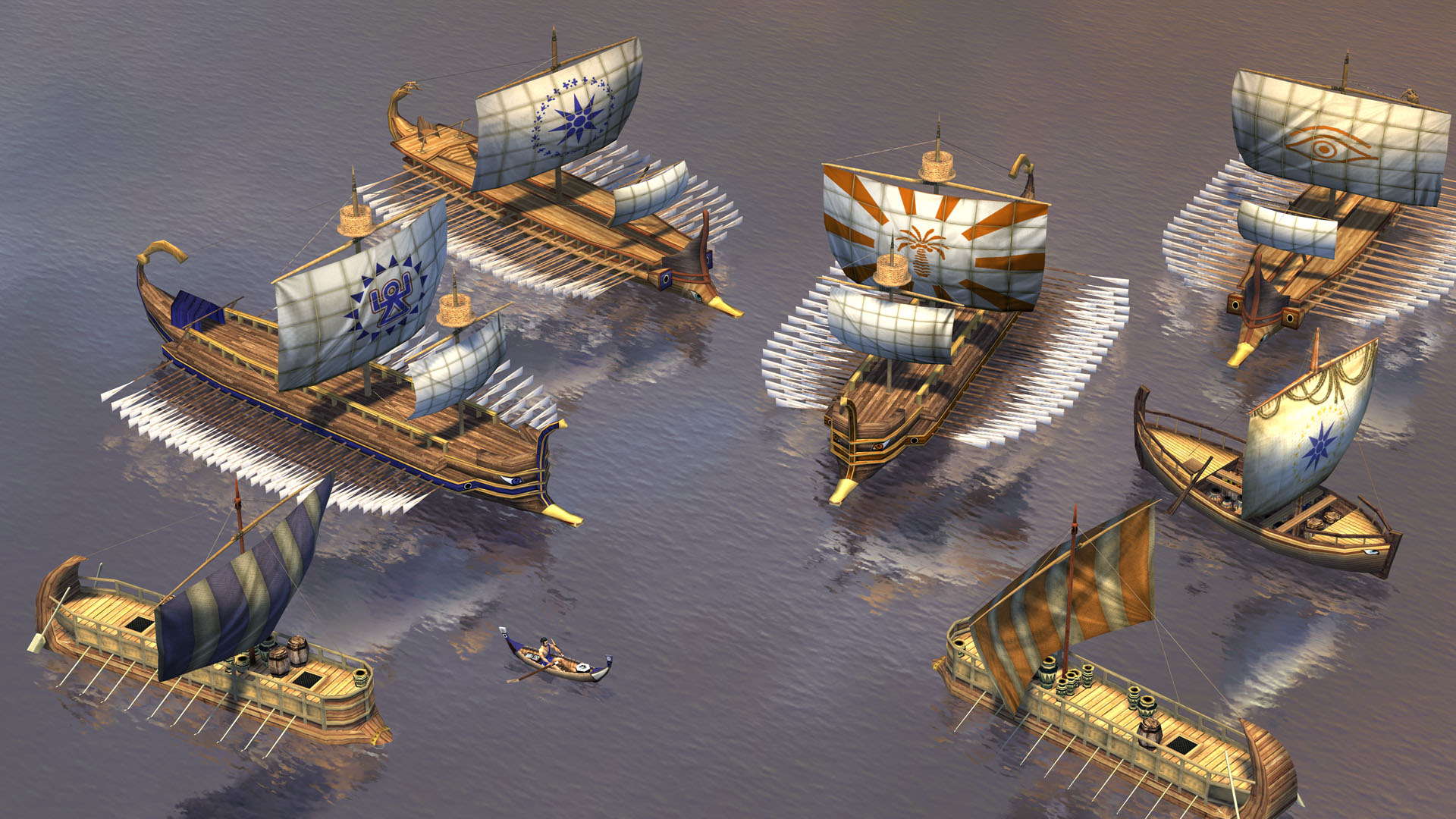
Unidades navales
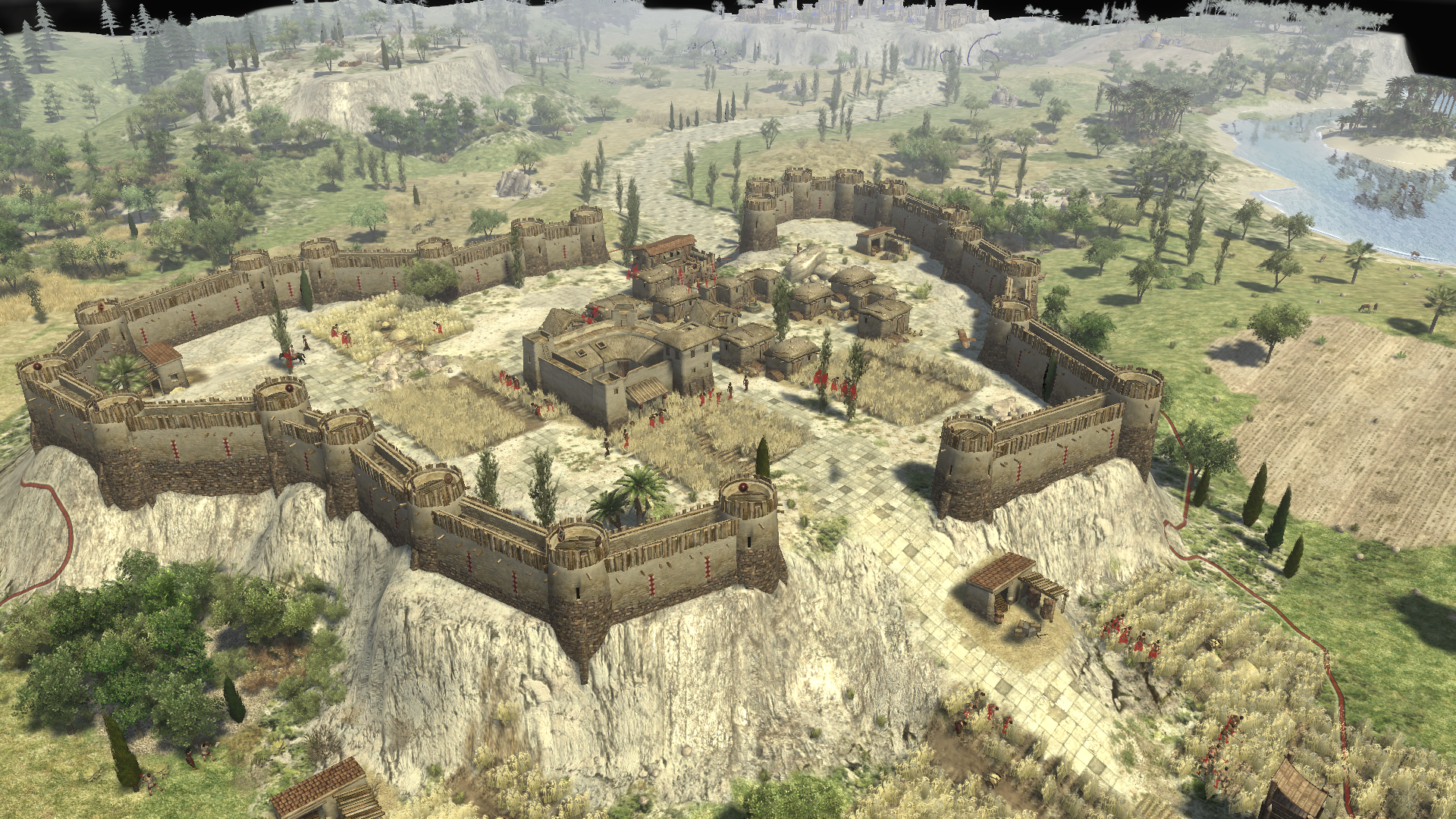
Ciudades amuralladas
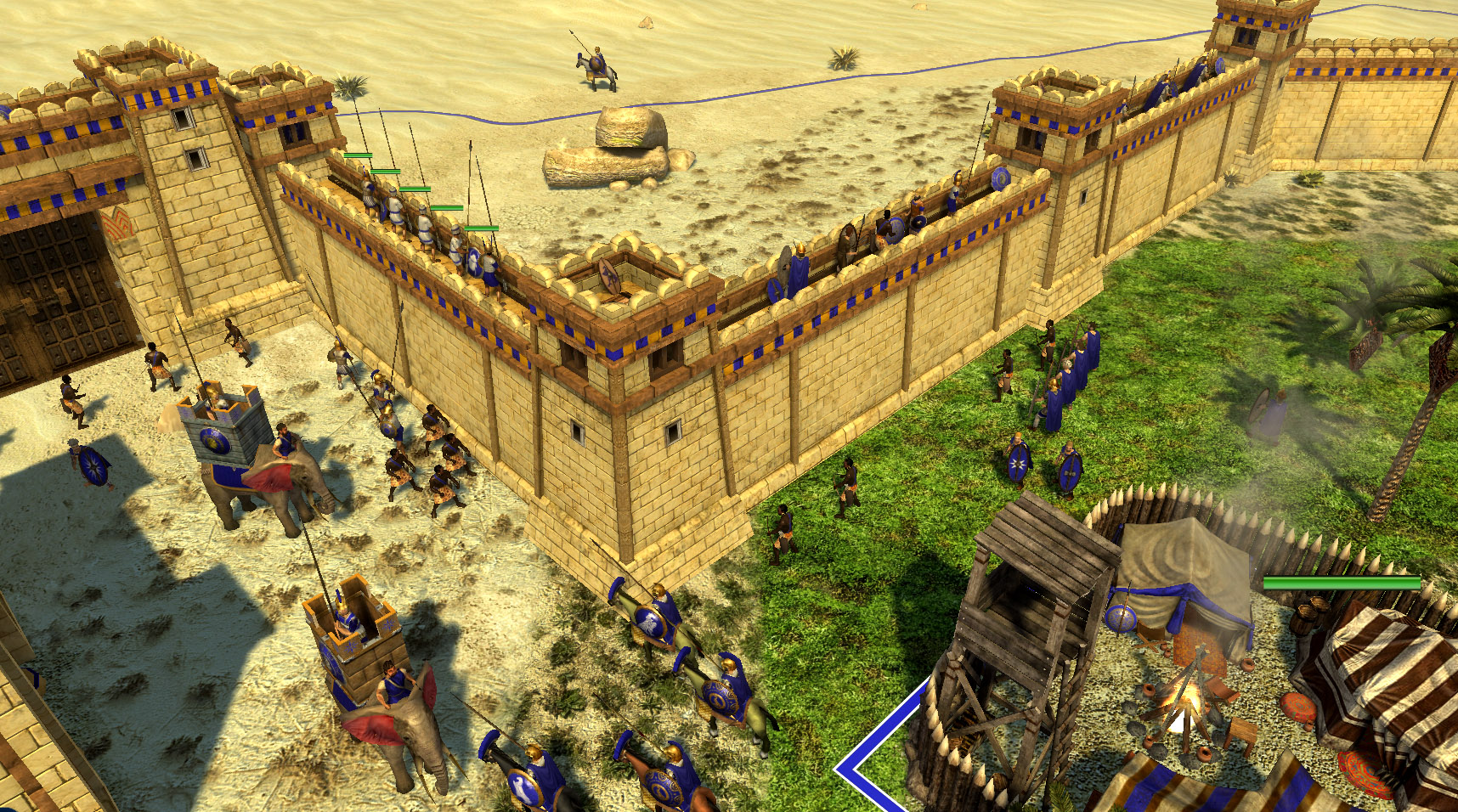
Asedio de murallas
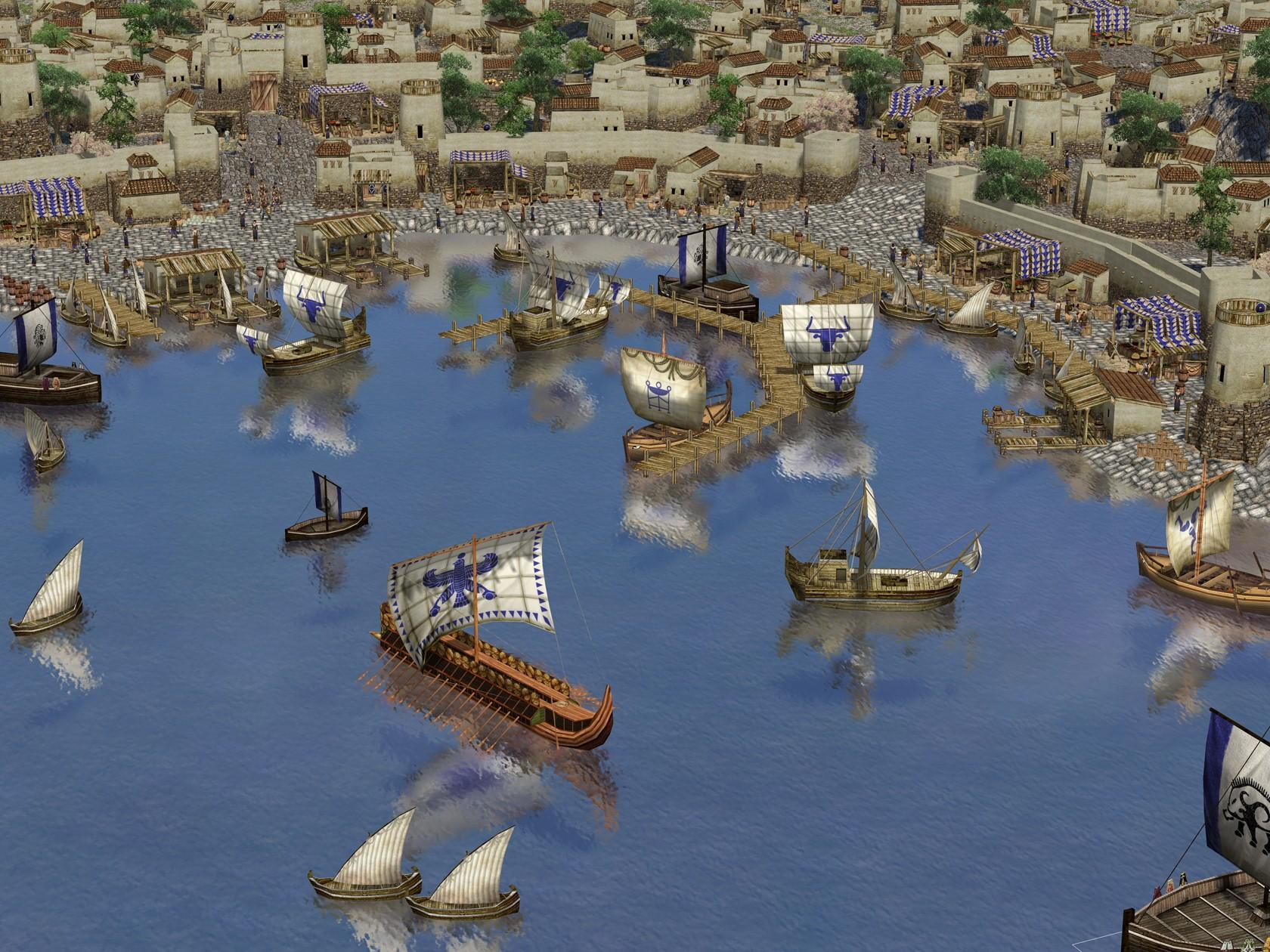
Puertos
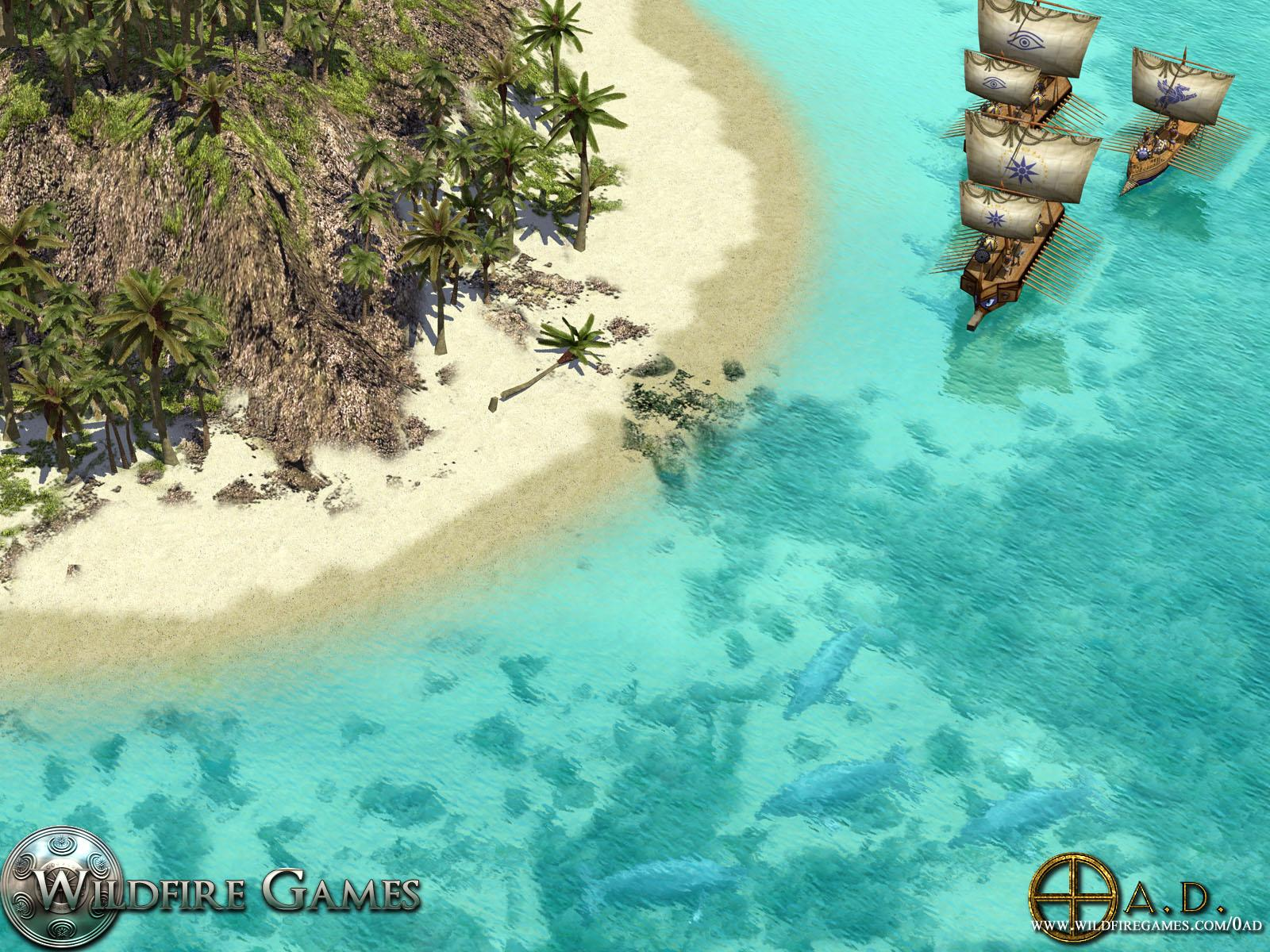
Islas
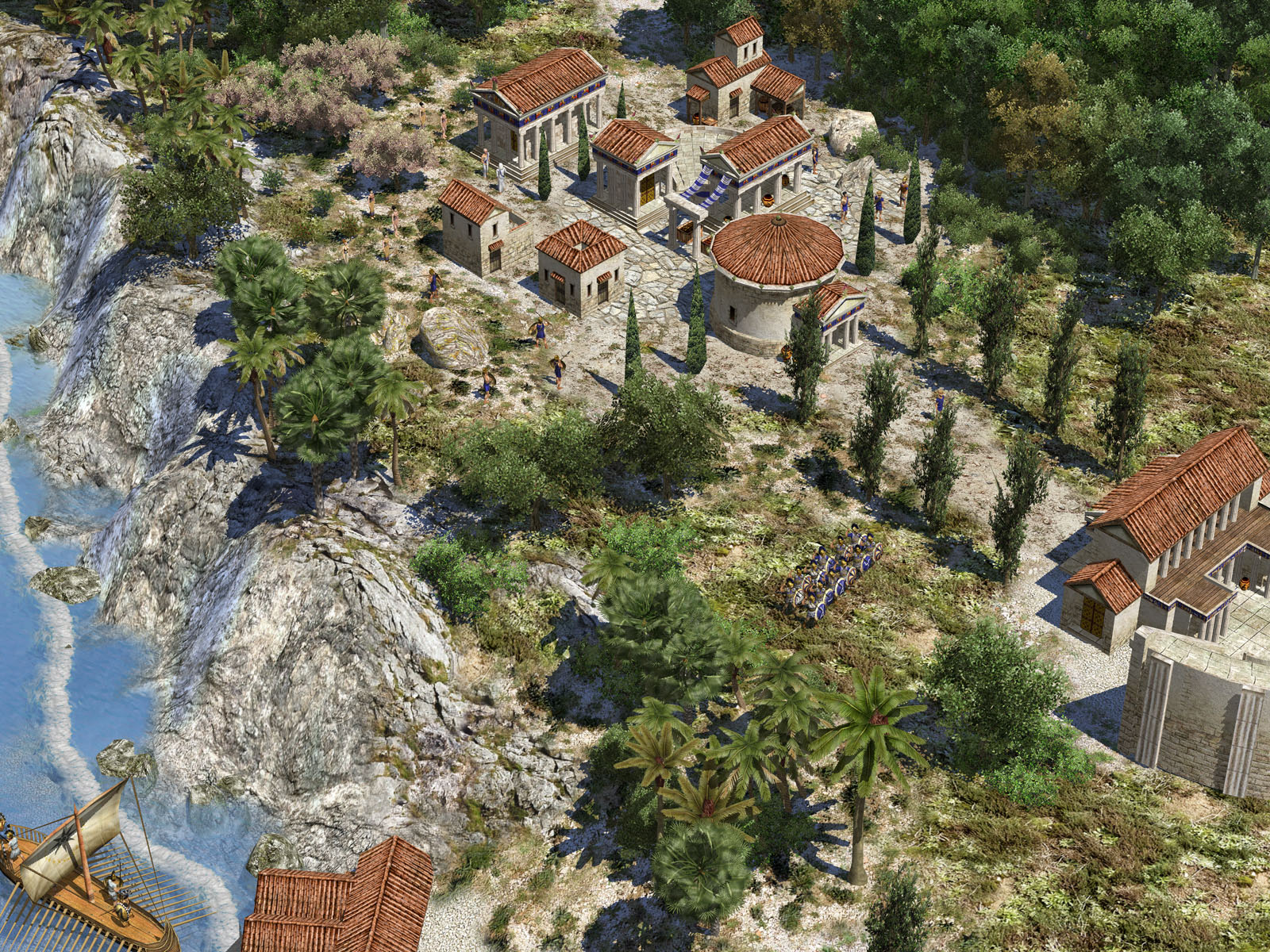
Costas
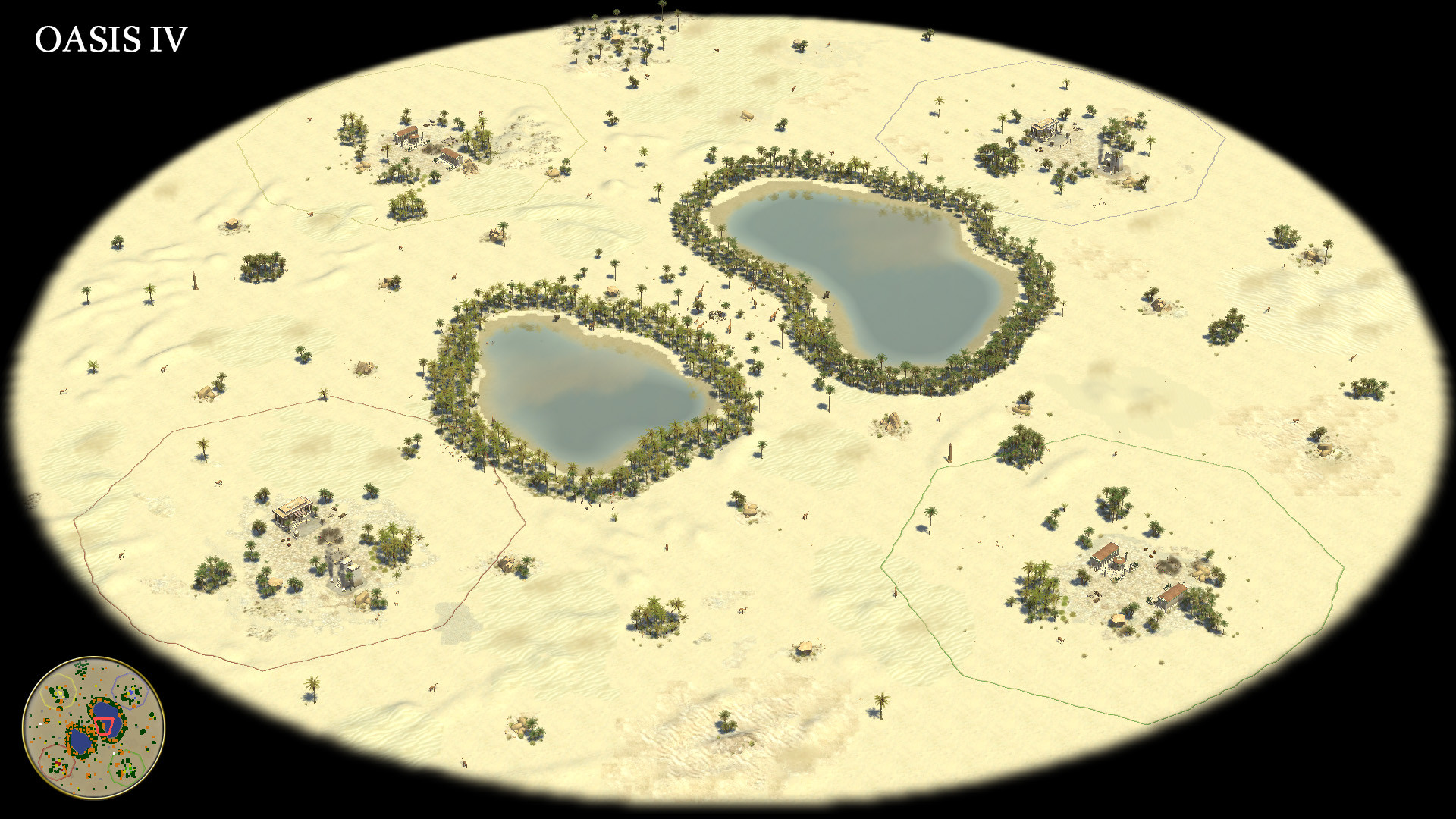
Desiertos
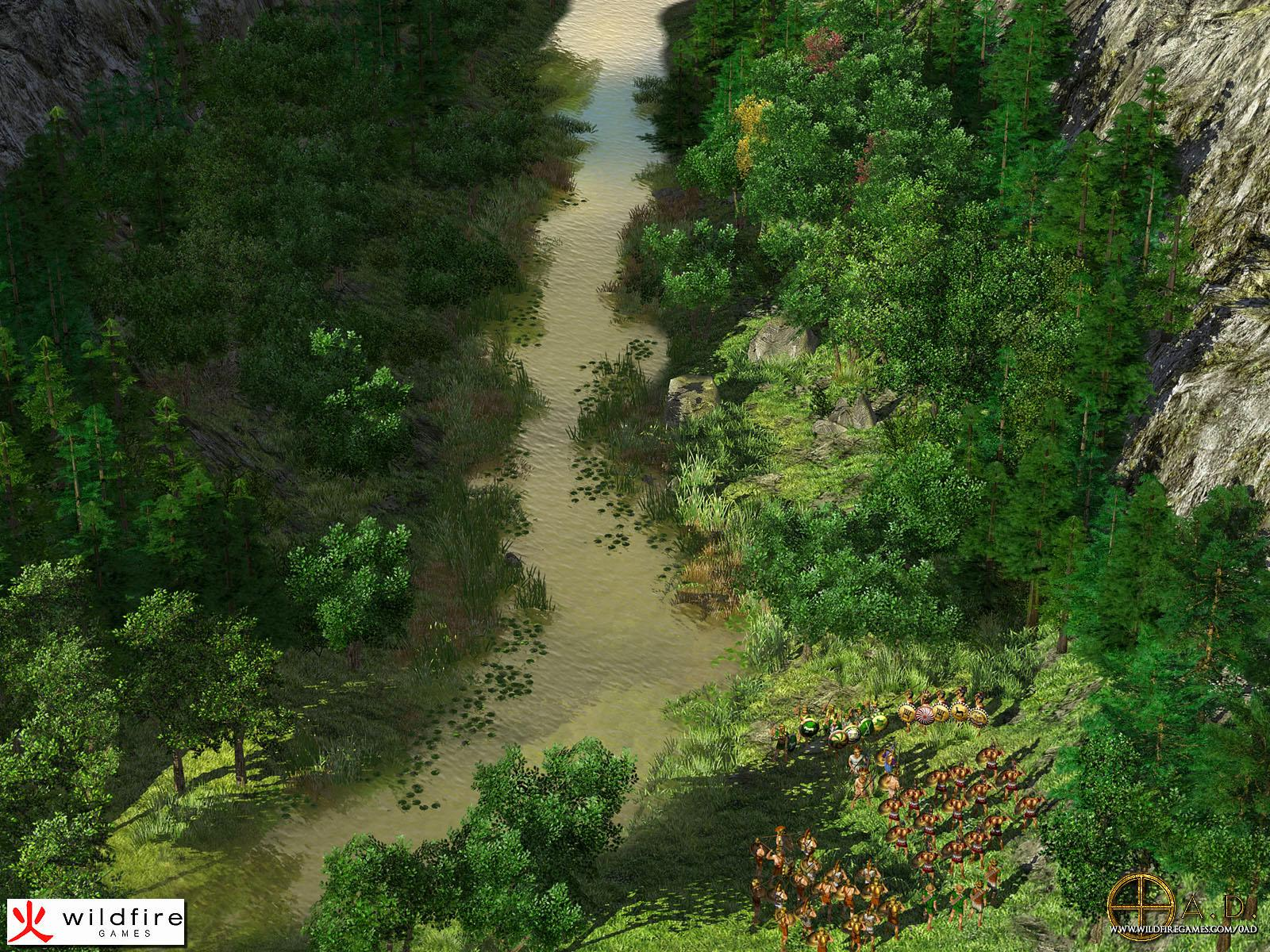
Bosques

## Versiones
| Versiones Pre-Alpha y Alpha | Versiones Pre-Alpha y Alpha | Versiones Pre-Alpha y Alpha | Versiones Pre-Alpha y Alpha | Versiones Pre-Alpha y Alpha |
| Versión                     | Versión                     | Nombre                      | Fecha de lanzamiento        | Detalles |
| --------------------------- | --------------------------- | --------------------------- | --------------------------- | --- |
| Pre-Alpha                   | 1                           | [ 4 ]                       | 02 de abril de 2010         | Tomas para desarrolladores con el código fuente, recursos y compilación de las versiones. |
| Pre-Alpha                   | 2                           | [ 5 ]                       | 12 de junio de 2010         | Nuevo sistema de movimiento de unidades (precisamente búsqueda de ruta y esquivar obstáculos); formación de cola de edificios; adherido unidades al minimapa. |
| Pre-Alpha                   | 3                           | [ 6 ]                       | 11 de julio de 2010         | Adherido soporte multijugador, rediseñado GUI; implementado en búsqueda de ruta: adherido restricciones transitabilidad del terreno y costes de movimiento del terreno, adherido unidades flotantes. |
| Alpha                       | 1                           | Argonaut                    | 16 de agosto de 2010        | Nuevos mapas, IA de animales, rediseñada IA de unidades, adherido chat en multijugador. |
| Alpha                       | 2                           | Bellerophon                 | 20 de octubre de 2010       | Adherido Niebla de guerra, movimiento de grupo y Formación militar básica; condiciones de victoria; mejorado el rendimiento de la búsqueda de ruta, implementado in-game GUI; adherido nuevo bioma (sabana), remodelado edificios Celtas, adherido nuevos mapas. |
| Alpha                       | 3                           | Cerberus                    | 11 de diciembre de 2010     | Adherido sistema de recogida de recursos, mapas circulares, guarecer, mejorado la búsqueda de ruta; nuevos navíos celtas y helenos, edificios Griegos; mejorado la interfaz de instalación, rediseñado la pantalla de carga y adherido la pantalla de resumen; nuevos mapas. |
| Alpha                       | 4                           | Daedalus                    | 12 de marzo de 2011         | Adherido versión de prototipo inicial del IA oponente; mejorado el renderizado de la niebla de guerra, adherido sistema opt-in de feedback automático; nuevas unidades navales, armas de asedio, puentes, nuevo efectos de sonido in-game. |
| Alpha                       | 5                           | Edetania                    | 20 de mayo de 2011          | Nueva civilización: Iberos; Bot mejorado: JuBot; implementado script para mapas aleatorios; promoción de unidades; mejorado formaciones; Sistema de partículas: fuego, humo, arena, destellos cerca a minas, caída de hojas; siluetas de unidades; nuevos mapas, efectos de sonido, pistas de música. |
| Alpha                       | 6                           | Fortuna                     | 10 de julio de 2011         | Posturas de unidades: Violento, Agresivo, Defensivo, Mantener posición, Evadir; nuevo texturas de terreno, efectos de sonido, mapas, unidades y estructuras; mejora de la interfaz del editor de escenario; soporte para unidades voladoras y testeo de mapas con aviones P-51 Mustang. |
| Alpha                       | 7                           | Geronium                    | 17 de septiembre de 2011    | Nueva civilización: Cartagineses; nuevo diseño dinámico de territorio, nuevo diseño del menú principal, varias canciones nuevas, nuevos mapas. |
| Alpha                       | 8                           | Haxāmaniš                   | 24 de diciembre de 2011     | Nueva Civilización: Persas; mejora en el sistema de compra-venta de recursos en el mercado; soporte para guardar y cargar partidas; reconexión multijugador; mejora en la IA; nuevas pistas de música. |
| Alpha                       | 9                           | Idus de marzo               | 15 de marzo de 2012         | Nuevo sistema de combate que añade las bonificaciones y los descuentos a cada unidad; Nuevo sistema de comercio, los comerciantes recibirán recursos por cada viaje realizado; Nuevas animaciones: remo para los buques, los arietes, algunas catapultas, los comerciantes, algunos animales; Mejora IA que viene por defecto (qbot) mejora en el rendimiento; Una decena de nuevos mapas aleatorios; |
| Alpha                       | 10                          | Jhelum                      | 16 de mayo de 2012          | Se permite el desarrollo de tecnologías y de cambio de fase (asentamiento/pueblo/ciudad), pero hasta el momento todas las facciones comparten el mismo árbol tecnológico; Se amplia el territorio con cada fase; Se pueden crear murallas con el sistema de hacer clic y arrastrar, aunque no existen puertas que funcionen; Curación de las heridas gracias a las ceremonias y cantos de los sacerdotes; 9 mapas nuevos; Nuevas pistas de audio "In the Shadow of Olympus" (Helena) y una pista de victoria genérica; Mejoras en la usabilidad; Correcciones de errores; |
| Alpha                       | 11                          | Kronos                      | 07 de septiembre de 2012    | Nuevas civilizaciones: Bretones y Galos (Reemplazando los genéricos Celtas); Nuevos programamientos en la IA: Aegis Bot, puertas, nuevo sistema de sonido, LDS compartida entre los aliados, nuevas mejoras gráficas experimentales: oclusión ambiental, mapeo normal, mapeo parallax, especularidad y mejoras en el terreno. |
| Alpha                       | 12                          | Loucetios                   | 17 de diciembre de 2012     | Nuevas características de juego: diplomacia, montaje y desmontaje de máquinas de asedio, colas de órdenes de acciones, héroes, animación de sacrificio de animales, teclas rápidas de entrenamiento de unidades, nuevas opciones de configuración de partida, cinco nuevos mapas aleatorios. |
| Alpha                       | 13                          | Magadha                     | 02 de abril de 2013         | Nueva civilización: Indios Maurya, IA mejorada: bot Aegis con varios niveles de dificultad, nueva orden de ataque / mover, mejoras en el edificio, nuevas pistas de música |
| Alpha                       | 14                          | Naukratis                   | 04 de septiembre de 2013    | Nuevas características de juego: herreros, granjas infinitas, armadura exponencial, salud más realista, ganancias comerciales compartido con los aliados, mejoras de unidades a distancia |
| Alpha                       | 15                          | Osiris                      | 24 de diciembre de 2013     | Nuevo modo de juego: sala de multijugador, auras, debut de los egipcios de Ptolomeo, mapas de escaramuza |
| Alpha                       | 16                          | Patañjali                   | 17 de mayo de 2014          | Añadido nuevos idiomas: Catalán, checo, holandés, Inglés (Reino Unido), Inglés (Estados Unidos), francés, gallego, alemán, italiano, portugués (Brasil), portugués (Portugal), el gaélico escocés, y español (España). Se ampliará la lista de idiomas en futuras versiones. Actualización de los movimientos de las formaciones. Nueva IA (Petra) que es más agresiva y expansionista. Nueva función de "campana de la ciudad" para avisar a los ciudadanos que se refugien en una batalla. Mejoras en la configuración de global de la negociación de los recursos. Añadido victoria por construir "maravillas". Opción de elegir mapa descubierto o mapa en negro para explorar. Mejoras en interfaz. Nueva música para los Galos y animaciones gráficas. |
| Alpha                       | 17                          | Quercus                     | 12 de octubre de 2014       | Mejora de funcionamiento en Mac OS X, IA mejorada, importante reequilibrio en combate básico, mapa soporte naval (ahora la IA utiliza navíos y coloniza islas aunque aún no se ha incluido batallas navales), mejora niebla de guerra: oculta los cambios de los edificios, poner unidades en la murallas, perfiles de sala multijugador (estadísticas), nuevos mapas, lanzadores (las unidades reaccionan mejor a los eventos), nuevos edificios Iberos, mejoras gráficas: sombras y agua |
| Alpha                       | 18                          | Rhododactylos               | 13 de marzo de 2015         | Modo de juego "Nómada": Los jugadores comienzan con solo algunos soldados y ciudadanos y debe construir una base a partir de cero. Dentro del juego se puede ver el árbol tecnología y los detalles. La IA por defecto, Petra, es ahora compatible con las partidas guardadas. Alternancia de grupo de unidades entre marchando en formación y la formación de romper. Nuevos edificios Seléucidas. Mejoras en el rendimiento y otros cambios de forma interna: Niebla y visibilidad más eficientes. Nuevo servidor de Wildfire Games Varias optimizaciones de la IA, mejora en la selección de las unidades, y más. Mejoras en el Editor Atlas: Rotaciones de varios objetos, comprueba los cambios no guardados al cerrar un mapa, cuando los objetos se colocan en ubicaciones no válidas destacándolas en rojo, mostrar nombres de las plantillas de los objetos seleccionados, añadido copiar y pegar en el menú editar, numerosas correcciones de errores. |
| Alpha                       | 19                          | Silepsis                    | 26 de noviembre de 2015     | Las unidades (no de asedio) ahora pueden capturar edificios y otras máquinas de asedio. Nuevos modos de victoria: "Conquista de Estructuras" (destruir o capturar todas las estructuras enemigas para ganar) y "Conquista de Unidades" (destruir todas las unidades enemigas para ganar). Modo de juego de alto el fuego: El juego se puede configurar para que todos los jugadores sean completamente incapaces de atacar a sus enemigos durante un tiempo predeterminado en el inicio de un juego. Coordinación en ataque: Los jugadores pueden solicitar a los aliados (incluyendo IA) que ataquen a un enemigo específico. La IA Petra ahora advierte a sus aliados cuando necesita un tributo y les permite saber cuando se avanza a una nueva fase. El faro de Ptolomeos tiene ahora una característica especial: Revela la orilla en todo el mapa. Nuevos mapas: Acrópolis Toscanas, Isla del Norte y montañas de los Alpes. Mejoras gráficas e internas: mapas más grandes, nuevos animales como mastines y rinocerontes, revisualizar partidas realizadas, visualización del aura: las unidades afectadas están marcados con un icono. Las unidades romanas tienen voz en Latín. Nuevo sistema de movimiento de unidades: mejora en búsqueda de ruta para que esquiven terrenos inaccesibles y que las unidades no se choquen entre ellos. Configuración de unidades en archivos XML. Se han eliminado las facciones genéricas Helenos y Celtas. |
| Alpha                       | 20                          | Timosthenes                 | 31 de marzo de 2016         | Nuevos mapas, poder permitir a los aliados usar un depósito de recursos, nueva tecnología "Matacanes" para las torres para atacar a unidades cercanas, nuevas tecnologías para la pesca de unidades navales, recolectar botín al matar una unidad que trasporta un recurso, mejoras gráficas en el menú, botón de unidades "ociosas", pantalla de créditos con los colaboradores, nuevos modelos y texturas para la vegetación, mejoras en modo observador de la partida: ver partida desde perspectiva de un jugador, 16 observadores por partida, pantalla de resumen, etc. Más información de los jugadores en multijugador, nuevas barracas de Seléucidas, mejoras en la cámara y escenas. |
| Alpha                       | 21                          | Ulysses                     | 08 de noviembre de 2016     | Modo de juego Heroicida/Regicida que pierdes cuando tu héroe muere, Victoria por construcción de maravillas, modo de juego "último en pie" que solo puede ganar un jugador y los aliados te pueden traicionar, nuevas construcciones y edificios, nuevas texturas de paisaje, poder patrullar con las unidades, tecnologías que modifican los costes, apilamiento de efectos de auras, nuevo balanceo, los edificios se puedes actualizar (por ejemplo torre de flechas de madera a uno de piedra), nuevos mapas, algunos basados en geografía real (mediterráneo, amazonas, mar rojo, etc.) y algunos cambios en la interfaz |
| Alpha                       | 22                          | Venustas                    | 26 de julio de 2017         | Modo de juego capturar la reliquia, nuevos gráficos (modelos, animaciones y texturas), dos nuevas pistas de música ("Tale of Warriors" y "Sunrise"), partidas multijugador sin configuración de servidor ("STUN"), visualización del rango de auras y curación, doce nuevos mapas, incluidos los enemigos de guion, el aumento del agua y un tutorial, Tecnología de espionaje, bonos en equipo y auras de héroe, estrategias de IA Petra para diplomacia y ataque, gráficos de pantalla de resumen, edición de rutas de cine y sistema de amigos |
| Alpha                       | 23                          | Ken Wood                    | 17 de mayo de 2018          | Nueva civilización: Los Kushitas, descargador de mods, nuevos modelos de construcción, condiciones de victoria combinada, visualización de rango de ataque, colores de diplomacia, animaciones de destrucción, diálogo de información de la unidad, autenticación en el vestíbulo para evitar la suplantación, modo nómada en todos los mapas aleatorios, nuevos mapas aleatorios, nuevos comportamientos de la IA |
| Alpha                       | 24                          | Xšayāršā                    | 20 de febrero de 2021       | Ajustes de equilibrio, Mejoras de construcción, Mejoras en el renderizado, Editor de teclas de acceso rápido, Mejoras en la formación, Efectos de estado (y modificadores), Entorno de población mundial, Mejoras en el lobby, Mejoras en la interfaz de usuario (GUI) del juego, Mejoras en el comportamiento de la unidad, Interfaz de aprendizaje mejorado, Arte: nuevos modelos, Nuevos mapas de escaramuzas y mejoras bajo el capó |
| Alpha                       | 25                          | Yaunā                       | 08 de agosto de 2021        | Búsqueda de rutas mejorada, rendimiento y retraso del juego reducido, los jugadores ahora pueden enviar nuevos pedidos al frente de sus colas de producción, IA mejorada, nuevas texturas 2k y mapas normales, Implementación inicial de campañas para un jugador, Mejoras en la GUI, Opciones de gráficos extendidas, compatibilidad mejorada con mods y filtrado de juegos en el lobby multijugador, varias otras correcciones de errores de estabilidad del juego |
| Alpha                       | 26                          | Zhuangzi                    | 24 de septiembre de 2022    | Nueva civilización la Dinastía Han, nuevos mapas de campaña Cuenca del Tarim y Yangtze, ahora las unidades tienen aceleración, 26 nuevas músicas, nuevas y actualizado arte, ajuste de balances, mejoras en el motor |
| Alpha                       | 27                          | Agni                        | 30 de enero de 2025         | Renderizado Vulkan, guardado de partidas multijugador, página de consejos y trucos, revisión naval, nuevos mapas aleatorios: Estribaciones, Migración, Cordillera Costera; nuevo mapa de escaramuzas: Istmo de Corinto; y mapas de escaramuzas actualizados: abrevaderos, Islas Espóradas. Arte nuevo y actualizado. |